# Panicum haenkeanum
Panicum haenkeanum är en gräsart som beskrevs av Jan Svatopluk Presl. Panicum haenkeanum ingår i släktet vipphirser, och familjen gräs. Inga underarter finns listade i Catalogue of Life.